# Suuri-Sauva
Suuri-Sauva är en ö i Finland. Den ligger i sjön Pihlajavesi och i kommunen Nyslott i  landskapet Södra Savolax, i den sydöstra delen av landet, 280 km nordost om huvudstaden Helsingfors. Öns area är 56,4 hektar och dess största längd är 1,8 kilometer i sydöst-nordvästlig riktning.